# Nigel Lonwijk
Nigel Lonwijk (Goirle, 27 ottobre 2002) è un calciatore olandese, difensore dell'Huddersfield Town in prestito dal Wolverhampton.

## Carriera

### Club
Cresciuto nel settore giovanile del PSV, nel 2020 viene acquistato dal Wolverhampton con cui gioca per una stagione nella formazione Under-23 ottenendo alcune chiamate in prima squadra.
Il 31 agosto 2021 viene ceduto in prestito al Fortuna Sittard ed il 12 settembre seguente fa il suo esordio fra i professionisti giocando l'incontro di Eredivisie perso 3-1 contro lo Sparta Rotterdam.

### Nazionale
Ha giocato nella nazionale olandese Under-16.

## Statistiche
Statistiche aggiornate al 2 ottobre 2021.

### Presenze e reti nei club
| Stagione        | Squadra         | Campionato      | Campionato | Campionato | Coppe nazionali | Coppe nazionali | Coppe nazionali | Coppe continentali | Coppe continentali | Coppe continentali | Altre coppe | Altre coppe | Altre coppe | Totale | Totale | Totale |
| Stagione        | Squadra         | Comp            | Pres       | Reti       | Comp            | Pres            | Reti            | Comp               | Pres               | Reti               | Comp        | Pres        | Reti        | Pres   | Reti   |        |
| --------------- | --------------- | --------------- | ---------- | ---------- | --------------- | --------------- | --------------- | ------------------ | ------------------ | ------------------ | ----------- | ----------- | ----------- | ------ | ------ | ------ |
| 2021-2022       | Fortuna Sittard | ED              | 4          | 0          | CO              | 0               | 0               |                    | -                  | -                  |             | -           | -           | 4      | 0      |        |
| Totale carriera | Totale carriera | Totale carriera | 4          | 0          |                 | 0               | 0               |                    | -                  | -                  |             | -           | -           | 4      | 0      |        |

## Palmarès

### Club

#### Competizioni nazionali
- Football League One: 1

Plymouth: 2022-2023